# António Barreiros
Dom Antônio Muniz Barreiros O. Cist (????-Salvador, 11 de maio de 1600) foi um prelado português, o terceiro bispo de São Salvador da Bahia de Todos os Santos.
Foi nomeado bispo em 20 de julho de 1575, instalando-se na diocese em 15 de agosto de 1576. Ao contrário do antecessor, era pouco zeloso com os índios. A prelazia de São Sebastião foi desmembrada durante seu episcopado.
Exerceu a função de membro do Conselho de Governo após a morte de Manuel Teles Barreto, governador-geral do Brasil, junto com Cosme Rangel de Macedo.